# Шубин, Вячеслав Геннадьевич
Вячеслав Геннадьевич Шубин (род. 18 декабря 1936 года умер 26 февраля 2022 года
, с. Есиплево Наволокского района Ивановской области) — российский химик-органик, доктор химических наук (1979), лауреат Ленинской премии (1990).

## Биография
Окончил МГУ (1959) и получил направление в Новосибирский институт органической химии СО АН СССР (приехал в Академгородок в ноябре 1960 года). Работал в должностях от старшего лаборанта до заведующего лабораторией изучения механизмов органических реакций (с 1981 по 1 июля 2015 г.). В настоящее время (2020) — главный научный сотрудник Лаборатории фотокатализа.
В 1967 г. защитил кандидатскую диссертацию на тему «Перегруппировки в ряду аренониевых ионов».
Доктор химических наук (1979), профессор.
Под его руководством разработан ряд малоотходных процессов тонкого органического синтеза.
Лауреат Ленинской премии (1990) — за фундаментальные исследования строения и реакционной способности карбокатионов.
Сочинения:
- V.G.Shubin and G.I. Borodkin. Long-Lived Carbocations in Cold Siberia. Chapter 6, pp. 125–158 Carbocation Chemistry (collective volume) Eds. G.A. Olah, G.K.S. Prakash 2004 John Wiley & Sons, Inc. USA, Canada
- Нитрозониевые комплексы органических соединений [Текст] / Г. И. Бородкин, В. Г. Шубин // Успехи химии. — 2001. — Т. 70, № 3. — С. 241—261

Жена — Шубина (Марова) Тамара Николаевна(15.02.1936, Москва — 17.10.2004, Новосибирск). Окончила МГУ (1959). Кандидат химических наук. Специалист в области синтеза пептидов в водных средах, олиго- и полинуклеотидов. В 1959—1975 гг. работала в Новосибирском институте органической химии СО АН СССР, старший научный сотрудник. В 1975—2004 гг. — во ВНИИ молекулярной биологии (НПО «Вектор»): ведущий научный сотрудник, зав. лабораторией, учёный секретарь. Автор около 50 научных публикаций. Награждена орденом Дружбы народов.